# LRMDA
LRMDA (англ. Leucine rich melanocyte differentiation associated) – білок, який кодується однойменним геном, розташованим у людей на 10-й хромосомі. Довжина поліпептидного ланцюга білка становить 198 амінокислот, а молекулярна маса — 22 568.
| 10         |  | 20         |  | 30         |  | 40         |  | 50         |
| ---------- |  | ---------- |  | ---------- |  | ---------- |  | ---------- |
| MEKYLSLSGN |  | HSSNKRSLEG |  | LSAFRSLEEL |  | ILDNNQLGDD |  | LVLPGLPRLH |
| TLTLNKNRIT |  | DLENLLDHLA |  | EVTPALEYLS |  | LLGNVACPNE |  | LVSLEKDEED |
| YKRYRCFVLY |  | KLPNLKFLDA |  | QKVTRQEREE |  | ALVRGVFMKV |  | VKPKASSEDV |
| ASSPERHYTP |  | LPSASRELTS |  | HQGVLGKCRY |  | VYYGKNSEGN |  | RFIRDDQL   |

A: Аланін

C: Цистеїн

D: Аспарагінова кислота

E: Глутамінова кислота

F: Фенілаланін

G: Гліцин

H: Гістидин

I: Ізолейцин

K: Лізин

L: Лейцин

M: Метіонін

N: Аспарагін

P: Пролін

Q: Глутамін

R: Аргінін

S: Серин

T: Треонін

V: Валін

Задіяний у такому біологічному процесі, як диференціація клітин. 